# Alexis Vuillermoz
Alexis Vuillermoz (Saint-Claude, 1 de junio de 1988) es un deportista francés que compitió en ciclismo en la modalidad de ruta, aunque también disputó carreras de ciclismo de montaña en la disciplina de campo a través.
Ganó tres medallas en el Campeonato Mundial de Ciclismo de Montaña entre los años 2005 y 2009, y tres medallas en el Campeonato Europeo de Ciclismo de Montaña entre los años 2006 y 2008.
En 2013 dio el salto al ciclismo en ruta de la mano del equipo Sojasun, con el que corrió el Tour de Francia 2013. En 2014 se cambió al Ag2r La Mondiale y desde 2021 hasta su retirada corrió con el equipo Total. Obtuvo una victoria de etapa del Tour de Francia de 2015.

## Medallero internacional
| Campeonato Mundial | Campeonato Mundial    | Campeonato Mundial | Campeonato Mundial         |
| Año                | Lugar                 | Medalla            | Competición                |
| ------------------ | --------------------- | ------------------ | -------------------------- |
| 2005               | Livigno (Italia)      | Medalla de bronce  | Campo a través por relevos |
| 2008               | Val di Sole (Italia)  | Medalla de oro     | Campo a través por relevos |
| 2009               | Camberra (Australia)  | Medalla de bronce  | Campo a través por relevos |
| Campeonato Europeo |                       |                    |                            |
| Año                | Lugar                 | Medalla            | Competición                |
| 2006               | Lamosano (Italia)     | Medalla de plata   | Campo a través por relevos |
| 2007               | Capadocia (Turquía)   | Medalla de plata   | Campo a través por relevos |
| 2008               | St. Wendel (Alemania) | Medalla de oro     | Campo a través por relevos |

## Palmarés

### Ciclismo de montaña
2006
- 2.º en el Campeonato Europeo por Relevos Mixto  (haciendo equipo con Stéphane Tempier, Séverine Hansen y Cédric Ravanel)

2007
- 2.º en el Campeonato Europeo por Relevos Mixto  (haciendo equipo con Fabien Canal, Cécile Ravanel y Cédric Ravanel)

2008
- Campeonato Mundial por Relevos Mixto (haciendo equipo con Arnaud Jouffroy, Laurence Leboucher y Jean-Christophe Péraud)
- Campeonato del Europeo por Relevos Mixto  (haciendo equipo con Arnaud Jouffroy, Laurence Leboucher y Jean-Christophe Péraud)

2012
- Barcelona

### Carretera
2014
- 1 etapa del Tour de Gévaudan Languedoc-Roussillon

2015
- Gran Premio de Plumelec-Morbihan
- 1 etapa del Tour de Francia
- International Road Cycling Challenge
- 1 etapa del Tour de Gévaudan Languedoc-Roussillon

2016
- 3.º en el Campeonato de Francia en Ruta

2017
- Gran Premio de Plumelec-Morbihan
- Tour de Limousin, más 1 etapa

2019
- La Drôme Classic

2022
- 1 etapa del Critérium del Dauphiné

## Resultados en Grandes Vueltas
Durante su carrera deportiva ha conseguido los siguientes puestos en las Grandes Vueltas:
| Carrera | Carrera         | 2013 | 2014 | 2015 | 2016 | 2017 | 2018 | 2019 | 2020 | 2021 | 2022 | 2023 | 2024 |
| ------- | --------------- | ---- | ---- | ---- | ---- | ---- | ---- | ---- | ---- | ---- | ---- | ---- | ---- |
|         | Giro de Italia  | —    | 11.º | —    | —    | —    | —    | 29.º | —    | —    | —    | ―    | —    |
|         | Tour de Francia | 46.º | —    | 26.º | 20.º | 13.º | Ab.  | 41.º | 35.º | ―    | Ab.  | —    | —    |
|         | Vuelta a España | —    | —    | —    | —    | —    | —    | —    | —    | —    | —    | ―    | —    |

| —: No participó | Ab: Abandono |

## Equipos
- Saur-Sojasun (stagiaire) (08-12.2012)
- Sojasun (2013)
- AG2R La Mondiale (2014-2020)
- Total (2021-2024)
  - Team Total Direct Énergie (01-06.2021)
  - Team TotalEnergies (06.2021-2024)